# Edesholmen, Raseborg
Edesholmen är en ö i Finland. Den ligger i Skärgårdshavet och i kommunen Raseborg i den ekonomiska regionen  Raseborg i landskapet Nyland, i den sydvästra delen av landet. Ön ligger omkring 110 kilometer väster om Helsingfors.
Öns area är 2,9 hektar och dess största längd är 360 meter i sydväst-nordöstlig riktning.